# Narella gaussi
Narella gaussi är en korallart som först beskrevs av Kükenthal 1912.  Narella gaussi ingår i släktet Narella och familjen Primnoidae.
Artens utbredningsområde är Södra Ishavet. Inga underarter finns listade i Catalogue of Life.